# Dumbrăvița (Maramureș)
Dumbrăvița è un comune della Romania di 4 378 abitanti, ubicato nel distretto di Maramureș, nella regione storica della Transilvania. 
Il comune è formato dall'unione di 6 villaggi: Cărbunari, Chechiș, Dumbrăvița, Rus, Șindrești, Unguraș.